# Stonecutters Island
Stonecutters Island (kinesiska: 昂船洲) är en ö i Hongkong (Kina). Den ligger i den centrala delen av Hongkong.
Klimatet i området är tempererat. Årsmedeltemperaturen i trakten är 19 °C. Den varmaste månaden är augusti, då medeltemperaturen är 24 °C, och den kallaste är februari, med 14 °C. Genomsnittlig årsnederbörd är 2 150 millimeter. Den regnigaste månaden är maj, med i genomsnitt 538 mm nederbörd, och den torraste är oktober, med 18 mm nederbörd.